# Youssef Chahed

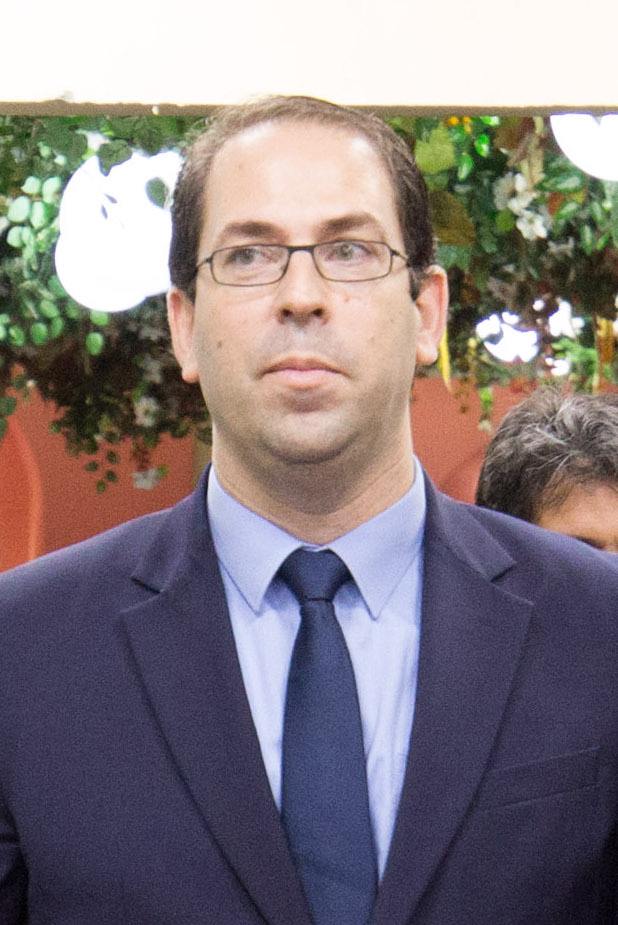

Youssef Chahed (Arabisch: يوسف الشاهد) (Tunis, 18 september 1975) is een Tunesisch politicus. Hij was van 27 augustus 2016 tot 27 februari 2020 premier van Tunesië. 

## Biografie

### Studies
Youssef Chahed studeerde voor landbouwkundig ingenieur aan het Nationaal Landbouwkundig Instituut van Tunesië, waar hij in 1998 afstudeerde.
Daarna studeerde hij aan het Institut National Agronomique Paris-Grignon in Frankrijk. Daar studeerde hij in 1999 af, waarbij hij een postgraduate diploma (DEA) behaalde in milieukundige economie en resource en in 2003 behaalde hij een PhD in landbouwkundige economie onder begeleiding van Jean-Christophe Bureau. De naam van zijn DEA was Measuring the impact on the welfare of tariff cuts on agricultural products: an application of the Trade Restrictiveness Index (TRI) to the economy of the European Union en zijn proefschrift ging over "measuring the impact of agricultural trade liberalization on trade and welfare".
Hij spreekt vloeiend Arabisch, Frans, Engels en Italiaans.

### Presidentsverkiezingen 2019
Op 22 augustus 2019 delegeerde Youssef Chahed zijn bevoegdheden als eerste minister tijdelijk naar de minister van publieke diensten Kamel Morjane om geen indruk van belangenvermenging te wekken tijdens zijn campagne. Na zijn verkiezingsnederlaag in de eerste ronde van de  presidentsverkiezingen hernam hij zijn functie op 16 september 2019.

### Parlementsverkiezingen 2019
Na de parlementsverkiezingen van 6 oktober 2019 werd het al onmiddellijk duidelijk dat er geen tweede termijn voor Chahed in zat als premier na tegenvallende resultaten van zijn partij. Hij werd op 27 februari 2020 vier maanden na de verkiezingen na lange en moeilijke regeringsonderhandelingen opgevolgd door Elyes Fakhfakh. 